# West-Duits voetbalkampioenschap 1925/26
In 1925/26 werd het negentiende voetbalkampioenschap gespeeld dat georganiseerd werd door de West-Duitse voetbalbond.
VfR Köln werd kampioen en ook BV Altenessen en Duisburger SpV plaatsten zich voor de eindronde om de Duitse landstitel. Duisburg verloor van Hamburger SV, Altenessen van FSV Frankfurt en Köln van Norden-Nordwest 98.

## Deelnemers aan de eindronde
| Club                          | Gekwalificeerd als               |
| ----------------------------- | -------------------------------- |
| VfR rrh. 1904 Köln            | Kampioen van Rijn                |
| Rheydter SpV 1905             | Vicekampioen van Rijn            |
| TuRU 1880 Düsseldorf          | Kampioen van Bergisch-Mark       |
| Düsseldorfer TSV Fortuna 1895 | Vickampioen van Bergisch-Mark    |
| Duisburger SpV                | Kampioen van Nederrijn           |
| Duisburger FV 08              | Vicekampioen van Nederrijn       |
| BV Altenessen 06              | Kampioen van Ruhr                |
| SK Schwarz-Weiß 1900 Essen    | Vicekampioen van Ruhr            |
| 1. FC Arminia Bielefeld       | Kampioen van Westfalen           |
| VfL Osnabrück                 | Vicekampioen van Westfalen       |
| 1. Casseler BC Sport 1894     | Kampioen van Hessen-Hannover     |
| SV Kurhessen 1893 Cassel      | Vicekampioen van Hessen-Hannover |
| Sportfreunde Siegen           | Kampioen van Zuidwestfalen       |
| SpVgg Hagen 1911              | Vicekampioen van Zuidwestfalen   |

## Eindronde

### Vicekampioenen
| Plaats | Club                          | Wed. | W | G | V | Saldo | Ptn  |
| ------ | ----------------------------- | ---- | - | - | - | ----- | ---- |
| 1.     | SK Schwarz-Weiß 1900 Essen    | 6    | 6 | 0 | 0 | 28:4  | 12:0 |
| 2.     | Rheydter SpV 1905             | 6    | 3 | 1 | 2 | 16:13 | 7:5  |
| 3.     | Duisburger FV 08              | 6    | 3 | 0 | 3 | 17:17 | 6:6  |
| 4.     | Düsseldorfer TSV Fortuna 1895 | 6    | 2 | 2 | 2 | 14:17 | 6:6  |
| 5.     | VfL 1899 Osnabrück            | 6    | 3 | 0 | 3 | 13:22 | 6:6  |
| 6.     | SV Kurhessen 1893 Cassel      | 6    | 1 | 1 | 4 | 9:15  | 3:9  |
| 7.     | SpVgg Hagen 1911              | 6    | 1 | 0 | 5 | 18:27 | 2:10 |

|  | Play-off derde ticket eindronde |

### Kampioenen
| Plaats | Club                      | Wed. | W | G | V | Saldo | Ptn  |
| ------ | ------------------------- | ---- | - | - | - | ----- | ---- |
| 1.     | VfR rrh. 1904 Köln        | 6    | 4 | 2 | 0 | 16:6  | 10:2 |
| 2.     | BV Altenessen 06          | 6    | 4 | 1 | 1 | 28:10 | 9:3  |
| 3.     | Duisburger SpV            | 6    | 3 | 2 | 1 | 18:6  | 8:4  |
| 4.     | TuRU 1880 Düsseldorf      | 6    | 3 | 1 | 2 | 20:17 | 7:5  |
| 5.     | 1. FC Arminia Bielefeld   | 6    | 2 | 0 | 4 | 12:24 | 4:8  |
| 6.     | Sportfreunde Siegen       | 6    | 0 | 2 | 4 | 9:16  | 2:10 |
| 7.     | 1. Casseler BC Sport 1894 | 6    | 1 | 0 | 5 | 9:33  | 2:10 |

|  | Kampioen, geplaatst voor nationale eindronde |
|  | Geplaatst voor nationale eindronde           |
|  | Play-off derde ticket eindronde              |

## Wedstrijd om derde ticket eindronde
|            |                |       |                            |            |
| 2 mei 1926 | Duisburger SpV | 3 - 2 | SK Schwarz-Weiß 1900 Essen | Oberhausen |
| 2 mei 1926 |                |       |                            | Oberhausen |